# SmallBASIC
SmallBASIC is een dialect van de programmeertaal BASIC. De interpreters zijn vrijgegeven onder de GPLv3 wat het tot vrije software maakt. Omdat SmallBASIC interpreters gebruikt, is er geen compiler nodig. Daartegenover staat de trage uitvoertijd van programma's.
SmallBASIC heeft volgens de ontwikkelaars veel gemeenschappelijk met QBasic en ze noemen het dan ook de "tweede generatie BASIC". De bestandsextensie van in SmallBASIC geschreven programma's is bas. De laatste versie zie kader en is beschikbaar voor Android, Windows en Linux.